# Lavinia Guglielman
Lavinia Guglielman (Roma, 14 agosto 1985) è un'attrice italiana.

## Biografia
Ha studiato danza (classica, moderna, jazz, hip hop e acrobatica), presso la Scuola di Danza "Santinelli" di Roma.
Ancora bambina viene scelta come interprete del film di Cristina Comencini, Va' dove ti porta il cuore (1996). Prende parte poi ai film: In barca a vela contromano di Stefano Reali, La ballata dei lavavetri, per la regia di Peter Del Monte, (55a Mostra del Cinema di Venezia), Un uomo perbene, regia di Maurizio Zaccaro (56ª Mostra del Cinema di Venezia) Saimir, del 2005, di Francesco Munzi, dove è protagonista nel ruolo di Michela, Il film ha partecipato alla 61ª Mostra del Cinema di Venezia, ed ha ricevuto la Menzione speciale come miglior opera prima. Ha partecipato anche alla 55ª edizione del Festival di Berlino nella sezione Orso di cristallo kinderfilmfest. Ha vinto il "Nastro d'Argento" 2006 per la regia e molti altri premi.
Nel 2004 frequenta un corso di recitazione presso il Teatro Blu di Beatrice Bracco.
Nel 2005 frequenta un corso di recitazione diretto da Michael Margotta.
Nel 2006 ha avuto la nomination per il premio Anna Magnani al Taormina Film Fest 2006 per la sua partecipazione a Saimir.
Nel 2006 è protagonista del cortometraggio La ninfetta e il maggiordomo, regia di Luca Verdone e del film Deadly Kitesurf di Antonio De Leo, interamente girato in Kenya.
Ha recitato anche in varie fiction TV, tra cui: le prime due stagioni della serie TV Distretto di Polizia, la sit-com di Italia 1, Via Zanardi 33 (2001), regia di Antonello De Leo, le miniserie TV Ultima pallottola (2003), diretta da Michele Soavi, e Provaci ancora prof! (2005), diretta da Rossella Izzo, e le serie TV Don Matteo 5 e Nati ieri, entrambe del 2006. Nel 2008 ha recitato nella soap opera Un posto al sole, nel ruolo di Ginevra da giovane.

## Filmografia

### Cinema
- Va' dove ti porta il cuore, regia di Cristina Comencini (1996)
- In barca a vela contromano, regia di Stefano Reali (1997)
- La ballata dei lavavetri, regia di Peter Del Monte (1998)
- Un uomo perbene, regia di Maurizio Zaccaro (1999)
- Saimir, regia di Francesco Munzi (2004)
- Deadly Kitesurf, regia di Antonio de Feo (2008)
- MultipleX, regia di Stefano Calvagna (2013)
- Tonino, regia di Stefano Calvagna (2016)

### Televisione
- Cuori in campo, regia di Stefano Reali – film TV (1998)
- Distretto di Polizia, regia di Renato De Maria, Antonello Grimaldi e Monica Vullo – serie TV (2000-2001)
- Via Zanardi 33, regia di Antonello De Leo – sit-com (2001)
- Ultima pallottola, regia di Michele Soavi – miniserie TV (2002)
- Provaci ancora prof!, regia di Rossella Izzo – episodio "Una piccola bestia ferita" - miniserie TV (2005)
- Don Matteo 5 - serie TV - episodio "Caduta dal cielo", regia di Carmine Elia (2006)
- Nati ieri, regia di Carmine Elia, Paolo Genovese e Luca Miniero - serie TV (2006)
- Un posto al sole, registi vari - soap opera (2010)
- Edgar - Just Before Dark, regia di Andrea Galatà (2012)
- La vita contro, regia di Tommaso Agnese (2012)
- A testa alta - I martiri di Fiesole, regia di Maurizio Zaccaro (2014)
- Che Dio ci aiuti, regia di Francesco Pavolini (2014)
- Il sindaco pescatore, regia di Maurizio Zaccaro (2016)
- Fernanda, regia di Maurizio Zaccaro – film TV (2023)

### Cortometraggi
- La ninfetta e il maggiordomo, regia di Luca Verdone (2006)